# Manuel de Castel Rodrigo
Manuel de Moura y Cortereal, marquis de Castel Rodrigo, né en 1590 et mort le 28 janvier 1651 à Madrid, est un diplomate espagnol. Il est le fils de don Cristóvão de Moura (pt), noble portugais, chef du parti espagnol lors de la crise de succession portugaise de 1580, et fidèle serviteur de Philippe II.
Héritant de son père du titre de marquis de Castel Rodrigo, il fut d'abord membre de la cour, puis chambellan de la cour du futur Philippe IV. Il est alors élevé à la qualité de grand d'Espagne en 1621. Il participa ensuite aux intrigues de palais qui menèrent à la chute du duc de Lerme. D'abord proche d'Olivares dont il favorisa la montée, il fut ensuite impliqué dans de nouvelles intrigues, et Olivares lui confia alors des missions à l'étranger afin de la tenir à l'écart. Après une mission à Lisbonne (d'origine portugaise, il était lui-même membre du Conseil de Portugal (es) depuis 1621) en 1628, il fut ainsi ensuite nommé ambassadeur de Philippe IV à Rome de 1632 à 1641, puis ambassadeur auprès de Ferdinand III de 1641 à 1644 en remplacement de Francisco de Melo, avant d'à nouveau remplacer ce dernier en tant que gouverneur des Pays-Bas espagnols de 1644 à 1647. Son fils aîné Francisco de Castel Rodrigo le devint également vingt ans plus tard (de 1664 à 1668).